# Simon Farnaby
Simon Farnaby (Darlington, 2 aprile 1973) è un attore, comico e sceneggiatore britannico.
Noto per aver scritto, insieme a Paul King, Paddington 2 e Wonka, è anche conosciuto per essere un membro dei Them There, con i quali ha scritto e recitato in produzioni come Horrible Histories, Yonderland, Bill e Ghosts.

## Carriera
Farnaby è un membro del cast di supporto di The Mighty Boosh, avendo avuto ruoli sia nella serie, trasmessa dal 2004 al 2007, sia nel film Bunny and the Bull del 2009.
Nel 2010, insieme al giornalista Scott Murray, Farnaby scrisse The Phantom of the Open, biografia di Maurice Flitcroft, aspirante golfista che, non riuscendo a entrare nell'Open Championship, divenne noto come "il golfista peggiore del mondo".
Nel 2017, Farnaby annunciò di star lavorando su un film basato sul libro. Il film The Phantom of the Open uscì nel 2021, con Mark Rylance come protagonista.
Nel 2013, Farnaby presentò il documentario Richard III: The King in the Car Park, il quale esplora il ritrovamento e l'identificazione dei resti dell'ultimo re plantageneto. L'anno dopo, presentò una docuserie intitolata Man Vs Weird in cui viaggia per il mondo per incontrare persone che sostengono di avere poteri sovrumani. Nello stesso anno, Farnaby diede voce, come narratore, ad una serie intitolata On the Yorkshire Buses, riguardante gli autobus dell'East Yorkshire.
Nel 2016, insieme a Julian Barratt, Farnaby scrisse la sceneggiatura del film Mindhorn.
Nel 2020, Farnaby scrisse il libro per bambini The Wizard in my Shed, e nel 2021 pubblicò il sequel Warrior in my Wardrobe.

### Them There
Farnaby è un membro dei Them There, una troupe formata dai sei attori principali della serie Horrible Histories, andata in onda sulla CBBC dal 2009 al 2013. La serie ricevette diversi Children's BAFTA.

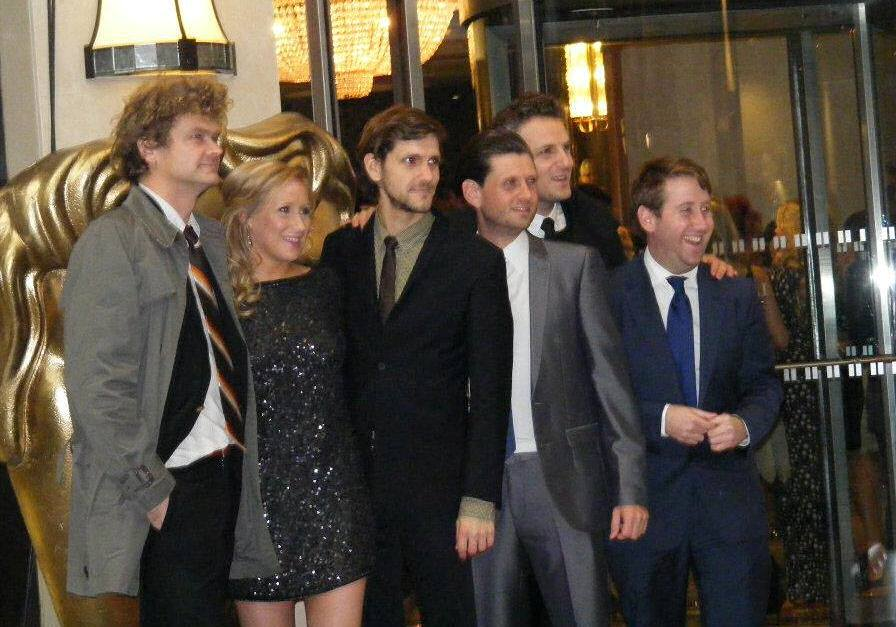
Da sinistra a destra: Simon Farnaby, Martha Howe-Douglas, Mathew Baynton, Laurence Rickard, Ben Willbond e Jim Howick ai Children's BAFTA, 2011.

Insieme alla troupe, Farnaby fu anche co-creatore, scrittore e attore nella serie Yonderland, trasmessa su Sky One dal 2013 al 2016.
Nel 2015 la troupe recitò in Bill, un film commedia della BBC liberamente ispirato alla gioventù di William Shakespeare.
Nel 2019, la troupe creò la serie Ghosts, in cui Farnaby fu co-scrittore e attore. La serie finì nel 2023.
Nel 2023, in occasione della fine della serie, la troupe scrisse e pubblicò il libro Ghosts: The Button House Archives.

### Collaborazioni con Paul King
Nel 2017, insieme a Paul King, Farnaby scrisse Paddington 2, guadagnando la candidatura ai BAFTA per miglior sceneggiatura non originale e miglior film britannico. Farnaby aveva già avuto un piccolo ruolo nel primo film, e comparve anche nel secondo. Apparve successivamente con l'orso Paddington e la regina Elisabetta II in un cortometraggio trasmesso come parte delle celebrazioni per il Giubileo di platino della regina nel giugno 2022. Per quest'ultimo, ricevette il BAFTA Television Award.
Nel 2021, Farnaby e King firmarono per scrivere, con King alla regia, Wonka, un prequel basato sul libro La fabbrica di cioccolato di Roald Dahl. Il film uscì nel 2023.

## Vita privata
Farnaby è sposato con la sua seconda moglie, l'attrice Claire Keelan, con cui ha una figlia nata nel 2014.

## Filmografia

### Attore

#### Film
- Fat Slags, regia di Ed Bye (2004)
- Blake's Junction 7, regia di Ben Gregor – cortometraggio (2005)
- Bunny and the Bull, regia di Paul King (2009)
- Ladri di cadaveri - Burke & Hare (Burke & Hare), regia di John Landis (2010) – William Wordsworth
- Sua Maestà (Your Highness), regia di David Gordon Green, (2011)
- All Stars, regia di Ben Gregor (2013)
- The Last Summer on Earth, regia di Ian Curtis – cortometraggio (2013)
- Paddington, regia di Paul King (2014)
- Bill, regia di Richard Bracewell (2015)
- Mindhorn, regia di Sean Foley (2016)
- Rogue One, regia di Gareth Edwards (2016)
- Paddington 2, regia di Paul King (2017)
- Ritorno al Bosco dei 100 Acri (Christopher Robin), regia di Marc Forster (2018)
- The Phantom of the Open, regia di Craig Roberts (2021)
- Platinum Party at the Palace, regia di Mark Burton – cortometraggio (2022)
- Wonka, regia di Paul King (2023)

#### Televisione
- The House of Windsor – serie TV, episodio 1x3 (1994)
- Coronation Street – serial TV, puntata 1x4091 (1996)
- The Mighty Boosh – serie TV, episodi 1x6-1x7-3x3 (2004-2007)
- Spoons – serie TV, 6 episodi (2005)
- Ingham Infiltrates: Robbie Williams, regia di Jamie Campbell e Joel Wilson – cortometraggio TV (2006)
- Blunder – serie TV, 6 episodi (2006)
- Jam & Jerusalem – serie TV, 13 episodi (2006-2009)
- Strutter – serie TV, episodi 2x4-2x7 (2007)
- The Yellow House, regia di Chris Durlacher – film per la TV (2007)
- Angelo's – serie TV, 6 episodi (2007)
- M.I. High - Scuola di spie (M.I. High) – serie TV, episodio 2x9 (2008)
- LifeSpam: My Child is French, regia di Jacqueline Wright – film TV (2009)
- Horrible Histories – serie TV, 65 episodi (2009-2015) – Vari, tra cui Caligola, Giorgio III e Guglielmo il Conquistatore
- The Persuasionists – serie TV, 6 episodi (2010)
- Comedy Lab – serie TV, episodi 5x3-11x3 (2002-2010)
- Horrible Histories with Stephen Fry – serie TV, episodio 1x1 (2011)
- BBC Nought – serie TV, episodio 1x6 (2011)
- BBC Proms – serie TV, episodio 1x23 (2011)
- Dave Shakespeare – serie TV, episodio 1x1 (2012)
- The Midnight Beast – serie TV, 10 episodi (2012-2014)
- Utopia – serie TV, episodio 1x1 (2013)
- Not Going Out – serie TV, episodio 6x6 (2013)
- Yonderland – serie TV, 25 episodi (2013-2016)
- Crackanory – serie TV, episodio 2x1 (2014)
- Noel Fielding's Luxury Comedy – serie TV, episodio 2x3 (2014)
- Detectorists – serie TV, 12 episodi (2014-2022)
- House of Fools – serie TV, episodio 2x5 (2015)
- Top Coppers – serie TV, episodi 1x02-1x03 (2015)
- Quacks – serie TV, episodio 1x03 (2017)
- This Time with Alan Partridge – serie TV, episodi 1x02-2x01-2x04 (2019-2021)
- Ghosts – serie TV, 34 episodi (2019-2023)

### Sceneggiatore
- Blunder – serie TV, 6 episodi (2006)
- Yonderland – serie TV, 25 episodi (2013-2016)
- Mindhorn (2016)
- Paddington 2 (2017)
- Ghosts – serie TV, 20 episodi (2019-2021)
- The Phantom of the Open (2021)
- Wonka (2023)

## Doppiatori italiani
Nelle versioni in italiano delle opere in cui ha recitato, Simon Farnaby è stato doppiato da:
- Carlo Scipioni in Sua Maestà
- Massimo Lodolo in Paddington, Paddington 2 e Paddington in Perù
- Roberto Gammino in Wonka
- Massimiliano Alto in Mindhorn
- Stefano Starna in Rogue One
- Massimo De Ambrosis in Ritorno al Bosco dei 100 Acri